# Max Grün
Maximilian Grün (Karlstadt, 5 de abril de 1987) es un futbolista alemán que juega como portero para el Viktoria Aschaffenburg.

## Carrera
Grün empezó su carrera co eln FV Karlstadt, antes de que en verano 2002 fuera fichado por FC Bayern Múnich. Después de estar tres años en el juvenil, fue ascendido al equipo de reserva, donde estuvo como portero suplente por cuatro años, primero de Michael Rensing y posteriormente de Thomas Kraft. Después de siete años con el FC Bayern dejó la capital bávara para firmar un contrato de un año con el SpVgg Greuther Fürth el 5 de agosto de 2009.

## Clubes
| Club                     | País     | Año       |
| ------------------------ | -------- | --------- |
| Bayern de Múnich II      | Alemania | 2006-2009 |
| SpVgg Greuther Fürth     | Alemania | 2009-2013 |
| VfL Wolfsburgo           | Alemania | 2013-2018 |
| SV Darmstadt 98          | Alemania | 2018-2019 |
| Borussia Mönchengladbach | Alemania | 2019-2021 |
| Viktoria Aschaffenburg   | Alemania | 2021-     |

## Palmarés

### Campeonatos nacionales
| Título                | Club           | País     | Año  |
| --------------------- | -------------- | -------- | ---- |
| Copa de Alemania      | VfL Wolfsburgo | Alemania | 2015 |
| Supercopa de Alemania | VfL Wolfsburgo | Alemania | 2015 |